# オスカー・ロバートソン
オスカー・パーマー・ロバートソン (Oscar Palmer Robertson, 1938年11月24日 - ) は、アメリカ合衆国・テネシー州シャーロット出身の元プロバスケットボール選手。ニックネームはThe Big Oで、NBAのシンシナティ・ロイヤルズとミルウォーキー・バックスでプレーした。1960年代から1970年代の前半にかけて活躍し、NBA史上最高の選手として語られることもある伝説的名選手である。
シンシナティ大学卒業、1960年ローマオリンピックで金メダルを獲得した後、1960年のNBAドラフトでプロキャリアの大半を過ごすことになるシンシナティ・ロイヤルズ（現・サクラメント・キングス）から全体1位指名を受けてNBA入りし、1961年の新人王を受賞。以後1974年に現役から引退するまでにアシスト王6回、オールスターゲーム出場12回、オールスターMVP受賞3回、オールNBAチーム選出11回、シーズンMVP受賞1回、ミルウォーキー・バックス時代に優勝を果たすなど数々の栄誉に浴した。また現役中は選手会（NBPA）会長としてNBA選手の地位向上に大きく貢献。1980年には殿堂入りを果たし、カレッジバスケ界では最も重要な個人賞の一つとして『オスカー・ロバートソン・トロフィー』が設けられている。1961-62シーズンに達成したシーズン平均トリプル・ダブルはNBAの伝説となっている。また、彼はESPNによる20世紀最高のアメリカ人アスリート第36位にランクインしている。

## 経歴

### 生い立ち
オスカー・パルマー・ロバートソンは未だ人種差別が色濃く残る時代である1938年、テネシー州シャーロットで生まれ、4歳の頃に移り住んだインディアナポリスでは黒人ゲットーを住処として、貧困と人種差別に塗れた少年期を過ごした。この時代子供たちの多くは野球に熱中していたが、野球道具を揃えることができなかったロバートソンは果物カゴをぶら下げた壁に向けて、テニスボールに布を丸めたものを投げて遊んだ。これが彼のバスケットボールキャリアの始まりだった。
高校進学の選択肢は狭く、殆どの黒人学校はバスケットができる体育館がなく、また白人学校はロバートソンの入学を拒否したため、ロバートソンはインディアナポリスのクリスパス・アタックス高校に進学するしかなかったが、ここでコーチ、レイ・クロウに出会えたことはロバートソンにとっては大きな幸運だった。クロウはロバートソンの優れた身体能力に大きな可能性を見出し、基礎からみっちりと叩き込んだ。クロウの指導のもとチームのエースに成長したロバートソンは2年生の1954年のシーズンにはチームをインディアナ州チャンピオンシップのベスト4に導き、翌1955年のシーズンには31勝1敗の成績でついに州チャンピオンシップを制覇。同州にとって黒人学校がチャンピオンに輝くのは初の快挙であった。1956年のシーズンに入ってもアタックス高校の勢いは止まらず、前年から引き続き45連勝（州新記録となった）を記録し、31戦全勝で州チャンピオンシップも連覇を達成すると言うパーフェクトシーズンを過ごす。平均24.0得点を記録したロバートソンは州のMr.バスケットボールに選ばれた。コートでは誰よりも輝いたロバートソンだったが、コートから一歩でも外に出れば差別される黒人の一人に過ぎず、優勝の祝賀パーティーを開こうとしたところ、街から追い出されるなどの扱いを受けた。このような状況はインディアナを離れ、シンシナティ大学に進学した後も続いた。

### シンシナティ大学
大学でのロバートソンはさらに素晴らしく、1957年からの3年間のプレイで平均33.8得点（同校歴代3位）、15.2リバウンド、4.8アシストを記録。全てのシーズンでNCAAの得点王、オールアメリカン、大学年間最優秀選手に輝き、14のNCAA記録と19の大学記録を塗り替えた。大学通算2973得点は後にピート・マラビッチに破られるまでのNCAA記録だった。2年目のシーズンにはマディソン・スクエア・ガーデンでのトーナメント大会で52得点、翌年には62得点を記録している。当時のカレッジバスケ界のトップ選手となったロバートソンだったが、人種差別の被害は相変わらずだった。過去シンシナティでプレイした黒人はチェスター・スミス（1932年）、ロンドン・ガント（1936年）、 ウィラード・スターゲル（1942年）、 トム・オバートン（1951年）の4人しかおらず、5人目となるロバートソンがコートの上で活躍する光景は多くの白人にとっては受け入れられないものだった。差別の激しい都市への遠征は多くの困難がつきまとい、ホテルへの宿泊を拒否され、大学の宿舎に泊まらなければならないことは日常茶飯事だった。またロバートソンの在学中シンシナティ大は79勝9敗を記録し、NCAAトーナメントでは2度Final4に進出するも優勝とは縁がなかったことは、ロバートソンの後のNBAキャリアを暗示しているかのようだった。

### オリンピック
大学を卒業したロバートソンは1960年の夏、アメリカ代表として1960年ローマオリンピックに出場。ロバートソンにジェリー・ウェスト、ジェリー・ルーカス、ウォルト・ベラミー、テリー・ディッシンガー、ボブ・ブーザー、エイドリアン・スミス、ダレル・イムホフなど錚々たるメンバーが揃ったこの時の代表はドリームチーム以前としては歴代最高の代表チームと評価されている（12選手中10人が後にNBAでプレイし、ロバートソン、ウェスト、ルーカス、ベラミーの4人が殿堂入りしている）。ロバートソンはウェストと共にチームキャプテンを務め、共にチームの主要得点源としても活躍。大会平均17.0得点を記録し、試合では平均42.4点差をつけて各国代表を一蹴し、金メダルを獲得した。ポジションはフォワードとして登録されていたが、実質ロバートソンがポイントガードとして代表チームを牽引した。なお、ロバートソンはルーカス、ブーザー、スミスの3人と後にNBAでもチームメートとして過ごすことになる。

### NBAキャリア

#### シンシナティ・ロイヤルズ（1960年 - 1970年）

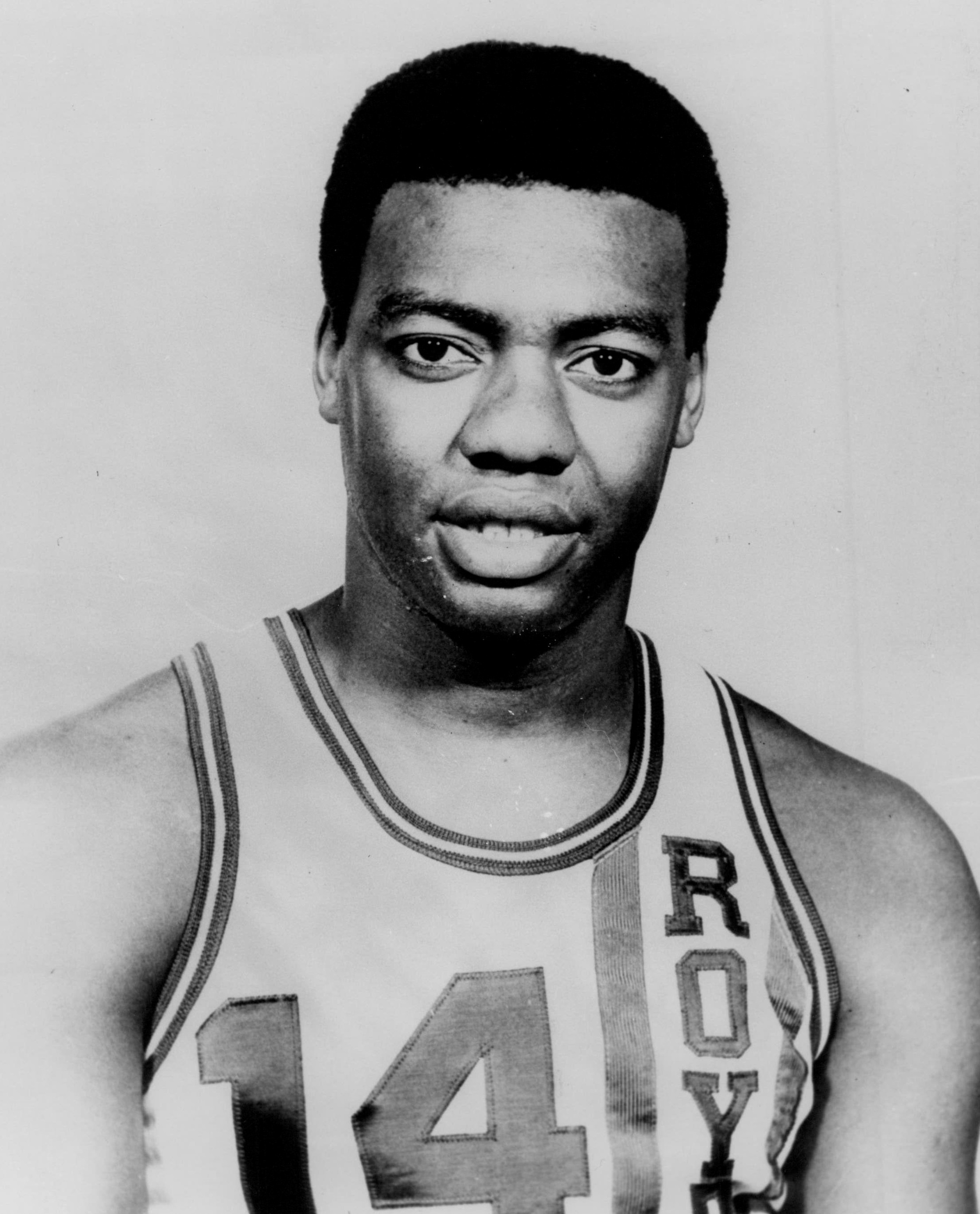
ロイヤルズ時代

1960年のNBAドラフトで地域指名（地元出身選手を指名できる制度）と全体1位指名を受けてシンシナティ・ロイヤルズに入団。同期にジェリー・ウェストやレニー・ウィルケンズらがいる。ロバートソンはロイヤルズとの契約で3万3000ドルと貧しかった少年時代には考えられないような大金を手にしたが、すぐにその額に見合うだけの選手であることを証明した。ロバートソンはルーキーイヤーから平均30.5得点、10.1リバウンド、9.7アシストと、驚くべきオールラウンドな能力を発揮。1年目からアシスト王に輝くと共に、平均9.7アシストはNBAではボブ・クージーの記録を抜いて過去最高の数字となり、また平均30.5得点はリーグ3位の好記録だった。さらに今後12年連続で選ばれることになるオールスターゲームにも出場し、23得点、14アシストを記録してオールスターMVPにも輝いた。当然のように新人王を受賞すると共に、やはり今後9年連続で選ばれ続けることになるオールNBA1stチームにも名を連ねている。1年目から早くもリーグトップクラスの選手としての地位を確立してしまったロバートソンともう一人のエース、ジャック・トゥィマンに率いられ、モーリス・ストークスの不慮の事故以来成績が落ち込んでたロイヤルズも上昇気流に乗り、前年の19勝56敗から33勝46敗と大きく勝率を伸ばしたものの、プレーオフには届かなかった。
翌1961-62シーズンはロバートソンにとってもNBAにとっても伝説的なシーズンとなった。彼はこのシーズン平均30.8得点、12.5リバウンド、11.4アシストを記録し、2016-2017シーズンにラッセル･ウェストブルックが達成するまでNBA史上初のシーズン平均トリプル・ダブルを達成したのである。平均11.4アシストはリーグ初の2桁の大台突破であり、通算899アシストはクージーの記録を更新するリーグ歴代最多となった。2年連続アシスト王はもちろんのこと、平均30.8得点はリーグ5位、12.5リバウンドもリーグ9位に入った。チームは43勝37敗の成績でプレーオフ出場を果たし、ロバートソンはプレーオフ期間中も平均28.8得点、11.0リバウンド、11.0アシストのトリプル・ダブルの成績でチームを牽引したが、デトロイト・ピストンズの前に1勝4敗で敗退した。以後もロバートソンは個人成績では準トリプル・ダブルの数字を残し続けるが（ロバートソンの最初の5シーズンは平均30.4得点、10.4リバウンド、10.6アシストのトリプル・ダブルの成績だった）、プレーオフでは結果を残せない日々が続く。彼の前に当時のリーグを支配したボストン・セルティックスが立ちはだかったからである。さらにシラキュース・ナショナルズ（後のフィラデルフィア・76ers）ともプレーオフでは幾度となく対戦したが、ロイヤルズはセルティックスと76ersの壁をどうしても突き崩すことができなかった（チーム間のライバル関係だけでなく、セルティックスのボブ・クージー、76ersのハル・グリアとのマッチアップも注目を集めた）。1962-63シーズンにはデビジョン準決勝でナショナルズを破り、デビジョン決勝にてセルティックスと対決。当時無敵を誇ったセルティックス相手に第7戦まで粘る健闘を見せた。
1963-64シーズンにロバートソンのキャリアは絶頂期を迎える。彼はこのシーズンに平均31.4得点、9.9リバウンド、11.0アシストを記録し、3回目のアシスト王に輝くと共に得点王レースではリーグ2位に入り、フリースロー成功率85.3%はリーグ1位となった。ロバートソンに盟友トゥィマン、ベテランのウェイン・エンブリー、アメリカ代表のチームメートでこのシーズンにNBAデビューを果たしたジェリー・ルーカス、やはり代表チームメートのエイドリアン・スミスにボブ・ブーザーと充実したロスターとなったロイヤルズは、新ヘッドコーチに元ロイヤルズ選手だったジャック・マクマホンを迎え、過去最高の勝ち星となる55勝を記録した。快進撃の中心にいたロバートソンはシーズンMVPを受賞。当時、同賞は2大センターのビル・ラッセルとウィルト・チェンバレンの独占状態だったが、60年代にこの2人以外の選手で唯一MVPに輝いたのがロバートソンだった。さらにロバートソンはオールスターで26得点、14リバウンド、8アシストを記録し、オールスターMVPも受賞している。絶好調のシーズンを過ごしたロバートソンとロイヤルズはプレーオフ・デビジョン準決勝でチェンバレンの76ersを破るが、デビジョン決勝では再びラッセルのセルティックスの前に破れ、夢のファイナル進出は叶わなかった。
以後もロバートソンは個人成績では素晴らしい数字を残し続け、ロイヤルズ所属時に計6回のアシスト王、2回のフリースロー成功率1位、1967-68シーズンに記録した平均29.2得点はリーグ1位（当時の得点王は平均ではなく通算で決められていたため得点王ではなかった）となったが、彼の奮闘もチームの成功には繋がらなかった。1964-65シーズンからは3年連続でプレーオフ・デビジョン準決勝で敗退し、さらに1967-68シーズンからはプレーオフにすら出場できなかった。不甲斐ないチームに地元ファンの支持も薄らいでいき、1969-70シーズンにはファンを呼び戻すために当時ロイヤルズのヘッドコーチだったボブ・クージーが現役に復帰するという苦肉の策に出るも、チーム成績は回復しなかった。
1969-70シーズン終了後、ロイヤルズとミルウォーキー・バックスとの間でトレードが成立。バックスからのフリン・ロビンソン、チャーリー・パウルクに対し、ロイヤルズから放出される選手がオスカー・ロバートソンであることにNBAファンは驚いた。ロイヤルズがチームの大エースを手放した理由で当時最も囁かれたのがロバートソンとボブ・クージーHCの確執であり、クージーが彼が保持していた幾つかのNBA記録をロバートソンが次々と破っていったことに嫉妬したからだというものだった。ロバートソンはトレードについて「私は彼（クージー）が間違ってたと思うし、このことを決して忘れないと思う」と語っている。ロバートソンは大学時代の4年間、NBAでの10年間、計14年間過ごしたシンシナティを離れることになった。

#### ミルウォーキー・バックス（1970年 - 1974年）

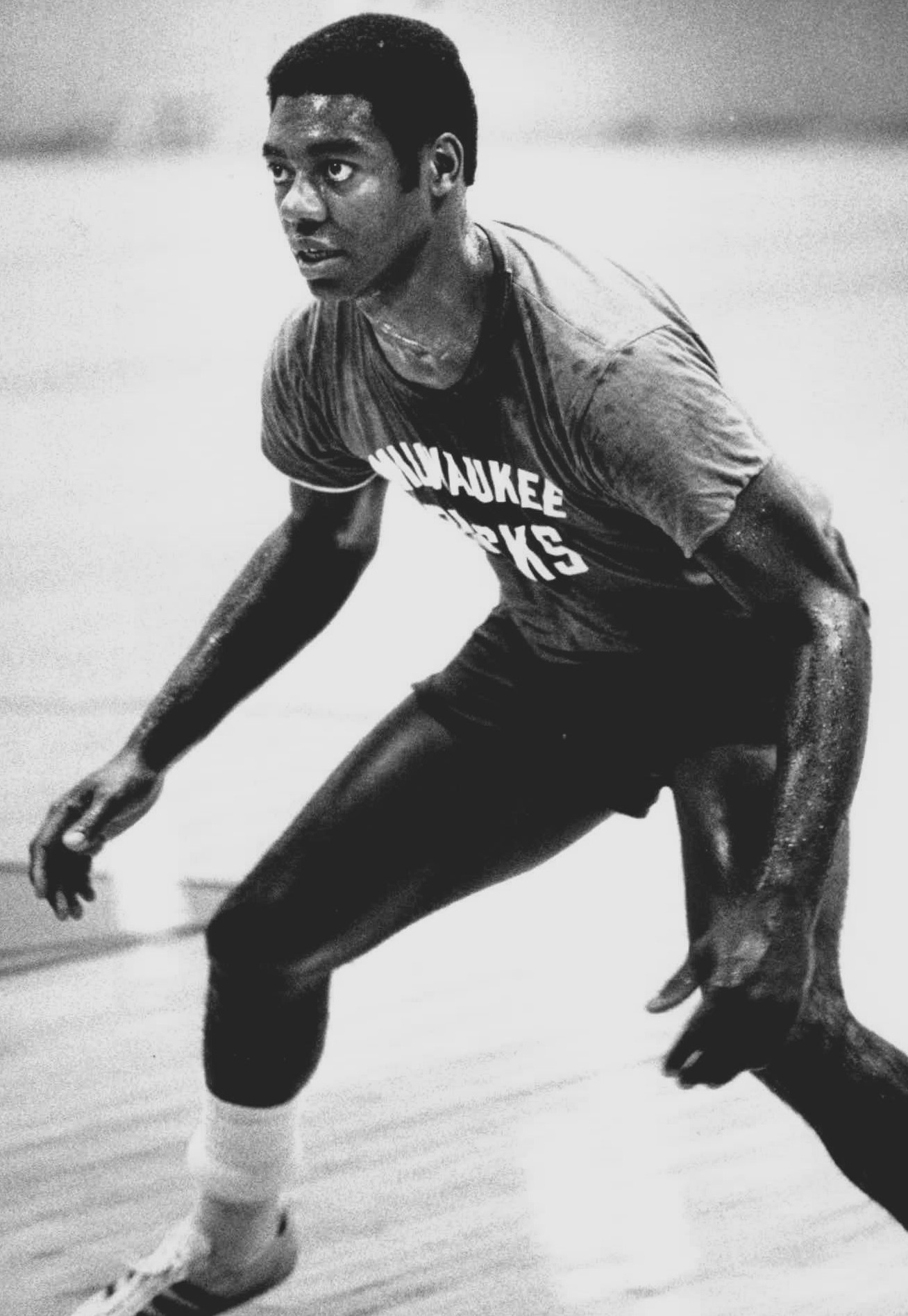
バックス時代

ロバートソンのバックス移籍はロバートソンとルー・アルシンダー（後のカリーム・アブドゥル＝ジャバー）というビッグデュオの誕生を意味した。ジャバーはロバートソンよりも一回り若いがすでにリーグトップクラスのセンターとしての地位を確立しており、後には史上最高のセンターの一人と評価されるに至る。ポイントガードとセンターそれぞれに史上最高クラスの選手を擁したバックスは1970-71シーズンに入ると無類の強さを発揮。当時のNBA記録となる20連勝を達成し、最終的にはリーグ1位となる66勝16敗を記録した。ロバートソン個人はエースの役割を若いジャバーに譲り、個人成績は平均19.4得点、5.7リバウンド、8.2アシストと数字上では過去最低となったが、チームの司令塔として抜群の統率力を発揮し、またジャバーとのピック&ロールは非常に阻止し難いオフェンスパターンとなった。プレーオフではロバートソンにとって宿願となるデビジョン決勝突破を果たし、ついにNBAファイナルに到達。ファイナルではウェス・アンセルド、ガス・ジョンソン擁するボルティモア・ブレッツと対決するが、バックスは4戦全勝でブレッツを一蹴し、プレーオフ期間中も12勝2敗という圧倒的な強さを見せつけ、ついにバックス初となる優勝を成し遂げた。ロバートソンにとっては移籍1年目にしての初優勝となった。
プロ12年目、33歳となっていたロバートソンは歴年の奮闘が祟り、この頃には足に慢性的な故障を抱えるようになったため、念願のチャンピオンリングを手に入れたことで引退も考慮したが、その後もバックスで3年間プレイ。彼の所属期間中の4年間、バックスは全てのシーズンでデビジョン優勝を果たし、3年連続で60勝超えを達成するなどリーグ屈指の強豪として君臨した。1973-74シーズンには再びファイナル進出を果たし、ロバートソンには2つ目のチャンピオンリング獲得の機会を与えられたが、彼の夢を阻んだのはまたしてもボストン・セルティックスだった。バックスとデーブ・コーウェンス、ジョン・ハブリチェック擁するセルティックスは激戦を繰り広げ、優勝の行方は第7戦にまでもつれたが、バックスは第7戦に破れて優勝はならなかった。
ロバートソンは1973-74シーズンを最後に引退を決意。14年間に及んだNBAキャリアに幕を降ろした。ロバートソンのラストシーズンに59勝を記録したバックスが、彼の引退後の1974-75シーズンに38勝まで成績が落ち込んだことは、ロバートソンの影響力の大きさを物語るものだった。

## プレースタイル・業績
オスカー・ロバートソンは「NBA史上最高の選手」を論じる上で無視できない存在である。ロバートソンは身長196cm体重100kgとフォワード並みの長身と屈強な肉体の持ち主でありながら、ガードとしての優れたスピードとクイックネスを兼ね備え、さらにバスケットIQも非常に高いという、非の打ち所のない万能な選手であり、当時の記者からは「ハンターの目、マジシャンの手、スプリンターの脚を併せ持った男」と評され、伝説的なコーチ、レッド・アワーバックはロバートソンを今まで見た中で最も才能のある手と評価した。
ロバートソンは得点、リバウンド、アシストなどバスケットに必要なあらゆる面に対して非凡な才能を発揮した。2度のフリースロー成功率1位（キャリア通算83.8%）の実績が示すようにロバートソンは優れたシューターだった。その長身故にミスマッチの発生が容易なうえ、さらに肘を開けて放つという独特のシュートフォームのため彼のシュートをブロックするのは難しく、また屈強な肉体を活かしたパワープレイからロングレンジからのジャンプシュートとシュートエリアは非常に広かった。ルーキーイヤーに記録した平均30.5得点はルーキーとしては歴代3位、キャリア平均25.7得点は歴代10位、オールスター平均20.5得点は歴代1位（4試合以上出場した選手のみを対象）と、ロバートソンの得点力は歴代でも屈指であり、これらの数字はNBAにスリーポイントシュートが導入される以前のガードの選手が残したものとしては異例と言える（スリーポイントシュート導入以前のガードでロバートソンより高いキャリア平均得点を残してるのはジェリー・ウェストのみ）。
彼の得点力に手を焼いた敵チームは当然のようにダブルチームを仕掛けるが、それでも止められないのがロバートソンだった。広い視野とパスセンスに優れたロバートソンはプレイメーカーとしても極めて優秀であり、ジェリー・ウェストからは「状況判断の上手い選手」、ビル・ラッセルからは「心理戦は得意だがオスカーにはいつも裏をかかれてしまう」と評され、ディフェンスを集中されてもあっさりと味方の得点チャンスに変えてしまうロバートソンに敵チームはお手上げ状態だった。彼は毎晩のようにアシストを量産し、シーズン平均アシストが初めて2桁の大台を突破した選手となり、6回のアシスト王にも輝いた。通常得点とアシストを両立することは困難とされているが、彼にバスケットの常識は当てはまらず、史上7回しか達成されていないシーズン平均30得点・10アシスト以上はうち5回がロバートソンによるものであり、また平均得点・アシストの双方でリーグトップに立つというNBA史上2人しかいない偉業も達成している（いずれももう1人はネイト・アーチボルド。アーチボルドの時代には得点王、アシスト王は通算ではなく平均で決められるようになったため、アーチボルドが史上唯一の得点王・アシスト王の二冠達成者となっている）。またゴール下でも競り負けないロバートソンはリバウンドでも才能を発揮しており、ガードの選手としてはロバートソンただ1人が達成したシーズン平均2桁リバウンドを3シーズン連続で記録している。
ロバートソンは数字上の実績のみならず、バスケットボールという競技そのものにも大きな影響を与えた選手である。彼は「背の低い選手が務める」というガードの概念を打ち破り、後のマジック・ジョンソンのような大型のポイントガードの出現を促し、また1980年代から広まったポイントフォワードの始祖であるという見方もある。またヘッドフェイクやフェイダウェイ・ジャンプシュートなど、当時はまだ新しかった技術の普及にも貢献した。

### トリプル・ダブル
ロバートソンのキャリアの中でも最も輝かしい業績の一つが1961-62シーズンに記録されたシーズン平均トリプル・ダブルである。もっとも当時はまだトリプル・ダブルという概念そのものが一般に認知されておらず、この記録がいかに偉大で、そして困難極まるものであるかを知る者は少なく、ロバートソン本人ですらも後になって「そんなに凄いことなら毎年でもやっていたのに」と語っていたほどだった。この偉業がようやく正当に評価されたのは1980年代に入ってマジック・ジョンソンがトリプル・ダブルを量産するようになってからで、近年になり改めてロバートソンの試合のスコアが調べられ、彼がキャリアで181回ものトリプル・ダブルを達成していることが判明した。これはマジックの138回を大きく引き離し、2021年ラッセル・ウェストブルックが抜くまで、歴代1位の記録であった。

### 評価
ロバートソンが少なくとも数字の上では史上最も万能な選手の1人であることは疑いないが、一方でチームを大きな成功に導けなかったことを指摘されることも多く、彼がNBAファイナルを制したのはカリーム・アブドゥル＝ジャバーと組んだミルウォーキー・バックス時代の1回のみで、またこれほどの選手でありながらシーズンMVPを受賞したのも1回のみである。それでもロバートソンが現役から引退して多くの年月を経てもなお彼に対する評価は高く、1999年にESPNが発表した『20世紀の偉大なアメリカンアスリートTop100』では第36位（バスケットボール選手では第7位）に、ランクされ、2000年には全米バスケットボールコーチ協会から"Player of the Century"の称号を与えられた。さらに2003年に発表されたスラムマガジンが選ぶ『NBA選手Top75』ではマイケル・ジョーダン、ウィルト・チェンバレンに次ぐ第3位、また2006年にESPNが発表した偉大なポイントガードではマジック・ジョンソンに次ぐ2位だった。2006年に創設された全米カレッジバスケットボール殿堂では、ジョン・ウッデン、ビル・ラッセル、ディーン・スミス、ジェームズ・ネイスミスらと共に初代殿堂入りメンバーに選ばれた。
カレッジバスケでは彼の業績を讃え、選手個人に与えられる賞の一つとして『オスカー・ロバートソン・トロフィー』を設けている。これは1959年に始まった全米バスケットボール記者協会（USBWA）が選出する年間最優秀選手賞が姿を変えたもので、初代と、翌1960年にロバートソンが2年連続で受賞している。1998年には現在の名前に変わり、現在カレッジバスケ界では最も名誉ある個人賞の1つに数えられている。

### オスカー・ロバートソン訴訟
ロバートソンが残した業績として忘れてはならないのが、選手会長としてNBA選手の地位向上に貢献したことである。ロバートソンは1965年にトム・ヘインソーンの跡を継いで第3代選手会長に就任。ロバートソンの在任中は選手会（NBPA）の活動が活発化した時期であり、選手会からの様々な要望を実現させた。中でも「オスカー・ロバートソン訴訟」として名高い1970年に起きた裁判はNBAにおけるフリーエージェント制の確立に大きな影響を及ぼした。端を発したのは1970年にNBAと、当時存在したライバルリーグのABAの合併合意であり、これにより選手の年俸が減額されることを恐れた選手会側は独占禁止法違反としてリーグ側を訴えた（この裁判の影響でABAとの合併は1976年まで遅れた）。訴訟から6年後にようやく和解に至り、選手会側がABAとの合併を認めるかわりに、フリーエージェント条項や大学ドラフト規定が改定された。以後フリーエージェント制の確立と共にNBA選手の年俸は天井知らずの上昇を続け、現在はどのプロスポーツリーグよりも高い平均年俸となっている。

### 人物評
オスカー以上のオールラウンドな選手は見たことがない。ジョーダンに出来ることをオスカーはジョーダン以上にこなせた。　— レナード・コペット （著名なスポーツ記者）
オスカーは高くは跳べなかったがそれ以外は全てジョーダンより上だ。　— ネイト・サーモンド  （殿堂入り選手）
どのポジション、どの時代を通してもパーフェクトな選手はオスカー・ロバートソンだ。　— チャーリー・ローゼン （コーチ・評論家）
彼はオーケストラの指揮者のようにコート上の出来事をコントロールしていた。　— ビル・ブラッドリー （殿堂入り選手）

## 個人成績

### NBA

#### レギュラーシーズン
| シーズン    | チーム      | GP   | MPG   | FG%  | FT%   | RPG  | APG   | PPG   |
| ----------- | ----------- | ---- | ----- | ---- | ----- | ---- | ----- | ----- |
| 1960–61     | CIN         | 71   | 42.7  | .473 | .822  | 10.1 | 9.7*  | 30.5  |
| 1961–62     | CIN         | 79   | 44.3  | .478 | .803  | 12.5 | 11.4* | 30.8  |
| 1962–63     | CIN         | 80*  | 44.0  | .518 | .810  | 10.4 | 9.5   | 28.3  |
| 1963–64     | CIN         | 79   | 45.1  | .483 | .853* | 9.9  | 11.0* | 31.4  |
| 1964–65     | CIN         | 75   | 45.6* | .480 | .839  | 9.0  | 11.5* | 30.4  |
| 1965–66     | CIN         | 76   | 46.0  | .475 | .842  | 7.7  | 11.1* | 31.3  |
| 1966–67     | CIN         | 79   | 43.9  | .493 | .873  | 6.2  | 10.7  | 30.5  |
| 1967–68     | CIN         | 65   | 42.5  | .500 | .873* | 6.0  | 9.7*  | 29.2* |
| 1968–69     | CIN         | 79   | 43.8  | .486 | .838  | 6.4  | 9.8*  | 24.7  |
| 1969–70     | CIN         | 69   | 41.5  | .511 | .809  | 6.1  | 8.1   | 25.3  |
| 1970–71†    | MIL         | 81   | 39.4  | .496 | .850  | 5.7  | 8.2   | 19.4  |
| 1971–72     | MIL         | 64   | 37.3  | .472 | .836  | 5.0  | 7.7   | 17.4  |
| 1972–73     | MIL         | 73   | 37.5  | .454 | .847  | 4.9  | 7.5   | 15.5  |
| 1973–74     | MIL         | 70   | 35.4  | .438 | .835  | 4.0  | 6.4   | 12.7  |
| 通算 : 14年 | 通算 : 14年 | 1040 | 42.2  | .485 | .838  | 7.5  | 9.5   | 25.7  |

### プレーオフ
| 年度        | チーム      | GP | MPG  | FG%  | FT%  | RPG  | APG  | PPG  |
| ----------- | ----------- | -- | ---- | ---- | ---- | ---- | ---- | ---- |
| 1962        | CIN         | 4  | 46.3 | .519 | .795 | 11.0 | 11.0 | 28.8 |
| 1963        | CIN         | 12 | 47.5 | .470 | .864 | 13.0 | 9.0  | 31.8 |
| 1964        | CIN         | 10 | 47.1 | .455 | .858 | 8.9  | 8.4  | 29.3 |
| 1965        | CIN         | 4  | 48.8 | .427 | .923 | 4.8  | 12.0 | 28.0 |
| 1966        | CIN         | 5  | 44.8 | .408 | .897 | 7.6  | 7.8  | 31.8 |
| 1967        | CIN         | 4  | 45.8 | .516 | .892 | 4.0  | 11.3 | 24.8 |
| 1971†       | MIL         | 14 | 37.1 | .486 | .754 | 5.0  | 8.9  | 18.3 |
| 1972        | MIL         | 11 | 34.5 | .407 | .833 | 5.8  | 7.5  | 13.1 |
| 1973        | MIL         | 6  | 42.7 | .500 | .912 | 4.7  | 7.5  | 21.2 |
| 1974        | MIL         | 16 | 43.1 | .450 | .846 | 3.4  | 9.3  | 14.0 |
| 出場 : 10回 | 出場 : 10回 | 86 | 42.7 | .460 | .855 | 6.7  | 8.9  | 22.2 |

## 主な実績

### 通算成績
- NBAレギュラーシーズン通算成績
  - 出場試合：1040試合（14シーズン）
  - 通算得点：26710得点
  - 通算リバウンド：7804リバウンド
  - 通算アシスト：9887アシスト（歴代6位）
  - FG成功率：.485

- NBAプレーオフ通算成績
  - 出場試合：86試合
  - 通算得点：1910得点
  - 通算リバウンド：578リバウンド
  - 通算アシスト：769アシスト

- NBAレギュラーシーズン平均成績
  - 平均出場時間：42.2分
  - 平均得点：25.7得点（歴代10位）
  - 平均リバウンド：7.5リバウンド
  - 平均アシスト：9.5アシスト（歴代4位）
  - FT成功率：.838

- NBAプレーオフ平均成績
  - 平均出場時間：42.7分
  - 平均得点：22.2得点
  - 平均リバウンド：6.7リバウンド
  - 平均アシスト：8.9アシスト

### 主な受賞
カレッジ
- 3× オールアメリカン・コンセンサスファーストチーム（1958-1960）
- カレッジバスケットボール年間最優秀選手賞
  - 2× ヘルムズ・カレッジ年間最優秀選手賞（1959、1960）
  - 3× UPIカレッジ年間最優秀選手賞（1958-1960）
  - 2× USBWAカレッジ年間最優秀選手賞（1959、1960）
  - 3× スポーティングニュース・カレッジ年間最優秀選手賞（1958-1960）
- 1960年ローマオリンピック 金メダル獲得

NBA
- NBAチャンピオン（1971）
- NBAシーズンMVP（1964）
- 12× NBAオールスター（1961-1972）
- 3× NBAオールスターゲームMVP（1961、1964、1969）
- 9× オールNBAファーストチーム（1961-1969）
  - 2× オールNBAセカンドチーム（1970、1971）
- NBAルーキー・オブ・ザ・イヤー（1961）
- NBA生涯功労賞（2019）
- NBA35周年オールタイムチーム（1980）
- NBA50周年記念オールタイムチーム（1996）
- NBA75周年記念チーム（2021）

スタッツリーダー
- 6× NBAアシスト王（1961、1962、1964-1966、1969）
- 2× NBAフリースロー成功率1位（1964年、1968年）

その他
- バスケットボール殿堂（1980年）
- 全米カレッジバスケットボール殿堂（2006年）
- NBA35周年オールタイムチーム（1980年）
- NBA50周年記念オールタイムチーム（1996年）
- NBA75周年記念チーム（1996年）
- ESPN選出の『20世紀の偉大なアメリカンアスリートTop100』において36位（1999年）
- スラムマガジン誌選出の歴代NBA選手Top75において3位（2003年）
- 背番号『14』はサクラメント・キングスの、『1』はミルウォーキー・バックスの永久欠番

サクラメント・キングスのチーム記録
- - 通算22009得点は歴代1位
  - 通算7731アシストは歴代1位
  - 1試合21アシストは歴代1位

NBA記録
- NBA史上2人のみが達成しているシーズン平均トリプル・ダブル達成者
- 通算トリプル・ダブル達成回数181回はNBA歴代2位

## 引退後・私生活など
ロバートソンは父ベイリーと母マーゼルの間で、3人兄弟のうちの1人として生まれ、差別と貧困の中で育った。幼少期の頃は癇癪持ちだったが金メダル獲得、プロ選手としての成功、結婚を経て落ち着きのある青年へと成長し、2人の娘にも恵まれた。娘の1人が腎不全を患っていたためロバートソンは自身の腎臓を娘に移植しており、この経験もあって全米腎臓財団のスポークスマンも務めた。引退後はインディアナポリスのアフリカ系アメリカ人の生活環境の向上に尽力する傍ら、シンシナティを拠点とする化学会社『Orchem』を所有し、短期間ながらCBSでNBAの解説者を務めた。1994年には彼の功績を記念し、シンシナティのバスケットボールアリーナ、シューメーカーセンターの前に9フィートの銅像が建設された。2003年には自伝『Big O』を出版している。